# Station Pleasington
Pleasington is een spoorwegstation van National Rail in Blackburn with Darwen in Engeland. Het station is eigendom van Network Rail en wordt beheerd door Northern Rail. 